# Leptogaster doleschalli
Leptogaster doleschalli là một loài ruồi trong họ Asilidae. Leptogaster doleschalli được Oldroyd miêu tả năm 1975.